# Nachal Ofakim
Nachal Ofakim (hebrejsky נחל אופקים) je vádí v jižním Izraeli, v severní části Negevské pouště.
Začíná v nadmořské výšce přes 200 metrů západně od vesnice Chacerim, v mírně zvlněné bezlesé pouštní krajině. Vede pak k severozápadu, ze severu míjí areál letecké základny Chacerim, přičemž vstupuje do krajiny, která díky soustavnému zavlažování ztratila převážně svůj pouštní charakter. Vede pod pahorkem Tel Manoach a okolo pevnosti Mecudat Patiš. Z východu míjí město Ofakim, u kterého ústí zleva do vádí Nachal Patiš.